# DVJ-1000
Pour les articles homonymes, voir DVJ.
 (mai 2025).
Motif : Pas de sources, pas d'interwiki, probable utilisation IA
- Archive Wikiwix
- Bing
- Cairn
- DuckDuckGo
- E. Universalis
- Gallica
- Google
- G. Books
- G. News
- G. Scholar
- Persée
- Qwant
- (zh) Baidu
- (ru) Yandex
- (wd) trouver des œuvres sur Wikidata

| 1. | Préciser le motif de la pose du bandeau. | Précisez le motif de la pose du bandeau en utilisant la syntaxe suivante : {{admissibilité à vérifier\|date=mai 2025\|motif=remplacez ce texte par le motif}}                 |
| 2. | Informer les utilisateurs concernés.     | Pensez à avertir le créateur de l'article, par exemple, en insérant le code ci-dessous sur sa page de discussion : {{subst:avertissement admissibilité à vérifier\|DVJ-1000}} |

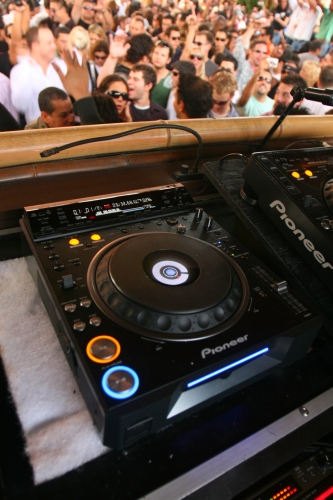
Pioneer DVJ-1000

La Pioneer DVJ-1000 est une platine CD et DVD de la gamme DVJ 
capable de lire des données vidéo sur DVD, ainsi que les CD-Audio, MP3 et audio sur des CD et DVD.
Créée par la société japonaise Pioneer en 2006, 
elle peut imiter les platines vinyle, dont la possibilité du scratch.
Elle est le successeur du Pioneer DVJ-X1.

## Histoire
Le Pioneer DVJ-1000 est lancé au début des années 2000, une période marquée par une évolution rapide de la technologie numérique dans l'industrie de la musique et du DJing. À cette époque, Pioneer était déjà reconnu comme un leader dans le marché des équipements pour DJ grâce à ses célèbres lecteurs CDJ, qui avaient révolutionné le mixage en permettant aux DJ de manipuler la musique numérique avec une sensation proche de celle des vinyles.
La genèse du DVJ-1000 découle de la volonté de Pioneer d'intégrer la vidéo dans les performances DJ, un concept encore naissant.
Le développement du DVJ-1000 a nécessité plusieurs années de recherche et de développement, pendant lesquelles Pioneer a travaillé étroitement avec des DJ et des VJ professionnels avec pour ambition de concevoir une interface utilisateur qui serait à la fois intuitive pour les DJ habitués aux lecteurs CDJ et suffisamment puissante pour gérer des manipulations vidéo complexes.
Le Pioneer DVJ-1000 est officiellement lancé en 2006, introduisant une série de fonctionnalités, et a fait sa place dans l'industrie musicale, porté par une compatibilité avec une large gamme de formats de fichiers audio et vidéo, un écran couleur intégré pour la prévisualisation des vidéos, ainsi que des capacités avancées de manipulation du son et de l'image, incluant le scratch vidéo, une première dans l'industrie.
L'impact du DVJ-1000 sur l'industrie est rapidement substantiel, ouvrant la voie à de nouveaux styles de performances et à l'émergence de DJ/VJ hybrides. Sa sortie a également ouvert la voie à d'autres fabricants visant à créer équipements intégrant des fonctionnalités audio et vidéo, contribuant ainsi à une évolution rapide des technologies de performance live.

## Caractéristiques Techniques
Contrairement à la DVJ-X1, la DVJ-1000 a les mêmes dimensions que les platines Pioneer CD audio (CDJ-1000), et peut être installé dans les compartiments existants avec une relative facilité, permettant une mise à niveau facile pour les propriétaires de club et les ingénieurs du son.
Étant donné que l'appareil lit les DVD, plusieurs sorties ont été ajoutées, y compris S/PDIF, sorties composite, une sortie vidéo de prévisualisation, qui sert également comme un « tableau de bord » pour la recherche par le biais du contenu vidéo et MP3, ainsi que des sorties de contrôle pour mélangeurs DJ Pioneer compatible.

### Compatibilité des Formats
L'appareil est multi-système, la sortie PAL et NTSC pour les signaux vidéo a une compatibilité mondiale.
Le DVJ-1000 prend en charge une vaste gamme de formats de disques et de fichiers, y compris CD audio, CD-R, CD-RW, DVD-R, DVD-RW, DVD+R, et DVD+RW. Il est compatible avec les fichiers audio MP3, AAC, WAV, et AIFF, ainsi qu'avec les formats vidéo MPEG-1, MPEG-2 (PS/TS), et VOB.

## Fonctionnalités de Mixage Vidéo
Le DVJ-1000 intègre des fonctions de mixage avancé permettant aux DJ de manipuler des vidéos en temps réel de la même manière que la musique. Sont inclus un jog mode vidéo, un pitch de vidéo, et une variété d'effets vidéo, qui peuvent être synchronisés avec les manipulations audio.

## Marketing
Dans le cadre de sa stratégie marketing, Pioneer a équipé plusieurs DJs noté avec cette nouvelle unité, comme Sander Kleinenberg et DVJ Bazuka.

## Sources
- (en) Cet article est partiellement ou en totalité issu de l’article de Wikipédia en anglais intitulé « DVJ-1000 » (voir la liste des auteurs).